# Pleurothallis gomezii
Pleurothallis gomezii är en orkidéart som beskrevs av Carlyle August Luer och Rodrigo Escobar. Pleurothallis gomezii ingår i släktet Pleurothallis och familjen orkidéer. Inga underarter finns listade i Catalogue of Life.